# ماندال‌غوبی
ماندال‌غوبی (به زبان مغولی: Мандалговь، [Mandalgov']؛ ᠮᠠᠨᠳᠠᠯ ᠭᠣᠪᠢ، [mandal ɣobi])، همین‌طور موسوم به شهرستان ساین‌چاغان (به زبان مغولی: Сайнцагаан сум، [Sajncagaan sum]؛ ᠰᠠᠶᠢᠨ ᠴᠠᠭᠠᠨ ᠰᠤᠮᠤ، [sayin čaɣan sumu]) شهر، شهرستان، و مرکز اداری استان دوندغوبی در کشور مغولستان است که در سال ۲۰۲۲ میلادی دارای ۱۶٬۷۹۲ نفر جمعیت بود.
ماندال‌غوبی در سال ۱۹۹۷ میلادی دارای ۱۰٬۲۰۰ نفر جمعیت بوده که 
در سال ۲۰۰۸ با رشدی معادل +۰٫۰۳% (۹۹ نفر)، تعداد سکنه‌های آن به ۱۰٬۲۹۹ رسیده، و در سال ۲۰۲۲ میلادی، به ۱۶٬۷۹۲ نفر افزایش یافته.

## تقسیمات اداری
شهرستان ساین‌چاغان متشکل از ۹ قصبه (باغ) می‌باشد، شامل:
- آیراغ (مغولی: Айраг баг، [Ajrag bag]؛ ᠠᠶᠢᠷᠠᠭ ᠪᠠᠭ، [ayiraɣ baɣ])
- اویجِن (مغولی: Үйзэн баг، [Üjzen bag]؛ ᠦᠢᠵᠡᠨ ᠪᠠᠭ، [üijen baɣ])
- بورجیغون (مغولی: Боржигон баг، [Boržigon bag]؛ ᠪᠣᠷᠵᠢᠭᠢᠨ ᠪᠠᠭ، [borjiɣin baɣ])
- تِفش (مغولی: Тэвш баг، [Tevš bag]؛ ᠲᠡᠪᠰᠢ ᠪᠠᠭ، [tebši baɣ])
- دالای (مغولی: Далай баг، [Dalaj bag]؛ ᠳᠠᠯᠠᠢ ᠪᠠᠭ، [dalai baɣ])
- رابجیغ (مغولی: Равжих баг، [Ravžix bag]؛ ᠷᠠᠪᠵᠢᠬᠤ ᠪᠠᠭ، [rabjiqu baɣ])
- ماندال (مغولی: Мандал баг، [Mandal bag]؛ ᠮᠠᠨᠳᠠᠯ ᠪᠠᠭ، [mandal baɣ])
- ناران (مغولی: Наран баг، [Naran bag]؛ ᠨᠠᠷᠠᠨ ᠪᠠᠭ، [naran baɣ])
- نارلاغ (مغولی: Нарлаг баг، [Narlag bag]؛ ᠨᠠᠷᠠᠯᠢᠭ ᠪᠠᠭ، [naralaɣ baɣ])